# Seeon-Seebruck
Seeon-Seebruck är en kommun och ort i Landkreis Traunstein i Regierungsbezirk Oberbayern i förbundslandet Bayern i Tyskland.  Seeon-Seebruck, som för första gången omnämns i ett dokument från år 924, har cirka 5 000 invånare. Kommunen bildades 1 januari 1980 genom en sammanslagning av kommunerna Seebruck, Seeon och Truchtlaching.